# Eleccions al Parlament Basc de 2024
Les eleccions al Parlament Basc del 2024 se celebraren el diumenge 21 d'abril del 2024, per triar els 75 diputats de la XIII legislatura.

## Antecedents
Les eleccions municipals del 28 de maig de 2023 van estar dominades per l'ascens d'EH Bildu, la coalició sobiranista va superar per primera vegada al PNB ocupant el primer lloc en regidors, tot i que els jeltzales es van mantenir en primer lloc en vots amb la possibilitat real de ser derrotats al Parlament Basc davant els abertzales i perdre l'hegemonia que ha mantingut des de la transició. Així, la gran incògnita serà el resultat de l'enfrontament de "dues opcions, models, i maneres de fer". El PSE-EE va quedar en tercera posició, després que el nombre d'escons també disminuís una mica. La quarta posició, en canvi, la va adquirir el PP, recolzada per un augment de vots i escons i després de recuperar representació a molts municipis. Elkarrekin Podemos va ocupar l'últim lloc per la baixada de vots i escons.
A les eleccions a les Juntes Generals del País Basc de 2023, el PNB va tenir una baixada de vots, però es va mantenir com a líder a les Juntes Generals d'Àlaba i les de Biscaia. En canvi, a les de Guipúscoa va ser la segona força després d'EH Bildu. La coalició nacionalista va guanyar terreny en tres territoris. El PSE-EE va ser la tercera força als tres territoris, però només a Biscaia va mantenir el nombre d'assemblearis, perdent escons a Àlaba i Guipúscoa. El PP va augmentar la seva representació als tres territoris, mentre que Elkarrekin Podemos va patir pèrdues. L'EAJ es va mantenir al poder a les tres diputacions, en coalició amb el PSE-EE, però va perdre tota la majoria a Àlaba i Guipúscoa. En aquests dos territoris, en el llindar de les eleccions al Parlament, els governs provincials no van poder aprovar els primers pressupostos de la legislatura.

## Candidatures
L'Estatut de Guernica estableix en el seu article 26 que la circumscripció electoral serà el territori històric i fixa un nombre igual de representants per circumscripció. L'actual llei electoral en vigor, estableix en 25 el nombre de parlamentaris per circumscripció i que les candidatures han d'obtenir un mínim de 3% de vots vàlids per optar al repartiment de representants.
Tots els partits amb representació al Parlament Basc han anunciat que es presentaran a les eleccions. Es presenten 14 formacions, de les quals 10 concorren a les tres circumscripcions (Partit Nacionalista Basc (PNB), Euskal Herria Bildu (EH Bildu), PSE-EE, Elkarrekin Podemos, Partit Popular del País Basc (PP), Vox, Sumar Mugimendua, Escons en Blanc, Per Un Món Més Just i PACMA). Ongi Etorri es presenta només per Àlaba, Izan Auzokrazia a Guipúscoa i Biscaia, i el Partit Humanista i el Partit Comunista dels Treballadors d'Euskadi només per Biscaia. Així, a Àlaba són 11 les candidatures presentades; altres 11 a Guipúscoa i 13 a Biscaia. Ezker Anitza va canviar l'aliança respecte les eleccions de 2020, presentant-se amb Sumar Mugimendua en lloc de Elkarrekin Podemos.
El 20 d'octubre de 2023 Eneko Andueza fou proclamat candidat a la presidència per PSE-EE-PSOE. El 4 de novembre Javier de Andrés fou nomenat president i candidat del Partit Popular del País Basc. El 25 de novembre de 2023, PNB va anunciar que Imanol Pradales seria el nom proposat per a la presidència, en lloc d'Iñigo Urkullu. El desembre de 2023 EH Bildu va proposar Pello Otxandiano Kanpo com a cap de llista. Elkarrekin Podemos i Sumar van estudiar presentar-se plegats però finalment van optar per fer-ho per separat, Podemos Euskadi va repetir presentant Miren Gorrotxategi i Sumar Mugimendua Alba García. Amaia Martínez, que es va convertir en la primera i única diputada de Vox a les eleccions al Parlament Basc de 2020, va repetir com a cap de llista a les d'Àlaba.
| Candidatura | Candidatura                                     | Integrants                                 | Candidat/a | Candidat/a         | Escons anteriors |
| ----------- | ----------------------------------------------- | ------------------------------------------ | ---------- | ------------------ | ---------------- |
|             | Partit Nacionalista Basc                        | EAJ-PNV                                    |            | Imanol Pradales    | 31               |
|             | Euskal Herria Bildu                             | EH Bildu                                   |            | Pello Otxandiano   | 21               |
|             | Partit Socialista d'Euskadi - Euskadiko Ezkerra | PSE-EE-PSOE                                |            | Eneko Andueza      | 10               |
|             | Partit Popular del País Basc                    | PP                                         |            | Javier de Andrés   | 5                |
|             | Elkarrekin Podemos                              | Podemos Euskadi Aliança Verda              |            | Miren Gorrotxategi | 4                |
|             | Sumar                                           | Sumar Mugimendua Ezker Anitza Berdeak Equo |            | Alba García        | 2                |
|             | Vox                                             | Vox                                        |            | Amaia Martínez     | 1                |

## Enquestes
Les taules següents mostren els resultats de les enquestes d'opinió en ordre cronològic invers, mostrant primer les més recents i utilitzant les dates en què es va fer el treball de camp de l'enquesta, a diferència de la data de publicació. Quan es desconeixen les dates del treball de camp, s'indica la data de publicació. El percentatge més alt de cada enquesta es mostra amb el fons ombrejat amb el color del partit líder. En cas d'empat, s'aplica a les xifres amb els percentatges més alts. La columna "Avantatge" de la dreta mostra la diferència de punts percentuals entre les parts amb els percentatges més alts en una enquesta.

## Jornada electoral
La participació va ser del 28% a la una de la tarda, del 51% a les sis de la tarda i del 62,52% al final de la jornada (11,74% més que en les eleccions de 2020). 54.559 persones van exercir el seu vot per correu.
| Territori | Hora   | Hora   | Hora   | Hora   | Hora   | Hora   | Hora   | Hora   | Hora   |
| Territori | 13:00  | 13:00  | 13:00  | 18:00  | 18:00  | 18:00  | 20:00  | 20:00  | 20:00  |
| Territori | 2020   | 2024   | +/–    | 2020   | 2024   | +/–    | 2020   | 2024   | +/–    |
| --------- | ------ | ------ | ------ | ------ | ------ | ------ | ------ | ------ | ------ |
| Àlaba     | 13.51% | 25.93% | +12.42 | 33.21% | 48.73% | +15.52 | 50.31% | 61.11% | +10.80 |
| Biscaia   | 13.49% | 27.43% | +13.94 | 36.40% | 51.87% | +15.47 | 52.52% | 63.41% | +10.89 |
| Guipúscoa | 15.48% | 30.02% | +14.54 | 36.67% | 50.73% | +14.06 | 54.57% | 61.71% | +7.14  |
| Total     | 14.14% | 28.05% | +13.91 | 36.02% | 51.03% | +15.01 | 52.86% | 62.52% | +9.66  |
| Fonts     |        |        |        |        |        |        |        |        |        |

## Resultats
La participació va ser del 62,55%, molt superior al 52,86% de les eleccions celebrades en 2020 que es van celebrar en plena pandèmia de covid-19 amb estrictes mesures de seguretat sanitària. El EAJ-PNV i EH Bildu van empatar a 27 escons tot i que el PNB va obtenir més vots, el PSE va obté 12 diputats, el PP set, Vox un, Sumar entra amb un i Podem i Ciutadans van perdre la seva representació.

### Per territoris històrics
| Candidatura | Candidatura | País Basc | País Basc | País Basc | País Basc            |        | Àlaba | Àlaba | Àlaba                | Àlaba   | Biscaia | Biscaia | Biscaia              | Biscaia | Guipúscoa | Guipúscoa | Guipúscoa            | Guipúscoa |
| Candidatura | Candidatura | Vots      | %         | Esc.      | Augment · Disminució | Vots   | %     | Esc.  | Augment · Disminució | Vots    | %       | Esc.    | Augment · Disminució | Vots    | %         | Esc.      | Augment · Disminució |           |
| ----------- | ----------- | --------- | --------- | --------- | -------------------- | ------ | ----- | ----- | -------------------- | ------- | ------- | ------- | -------------------- | ------- | --------- | --------- | -------------------- | --------- |
|             | EAJ-PNV     | 370.554   | 34,27     | 27        | 4                    | 40.939 | 26,99 | 7     | 2                    | 222.092 | 39,51   | 11      | 1                    | 107.523 | 31,78     | 9         | 1                    |           |
|             | EH Bildu    | 341.735   | 32,16     | 27        | 6                    | 44.652 | 29,44 | 8     | 2                    | 160.782 | 28,60   | 8       | 2                    | 136.301 | 40,28     | 11        | 2                    |           |
|             | PSE-EE-PSOE | 149.660   | 14,08     | 12        | 2                    | 24.783 | 16,34 | 4     | =                    | 78.990  | 14,05   | 4       | 1                    | 45.887  | 23,55     | 4         | 1                    |           |
|             | PP          | 97.149    | 9,14      | 7         | 2                    | 24.298 | 16,02 | 4     | 2                    | 51.129  | 9,10    | 2       | =                    | 21.722  | 6,42      | 1         | =                    |           |
|             | Sumar       | 35092     | 3,30      | 1         | 1                    | 5.603  | 3,69  | 1     | =1                   | 19.010  | 3,38    | 0       | 1                    | 10.479  | 3,10      | 0         | =                    |           |
|             | VOX         | 21.396    | 2,01      | 1         | =                    | 5.623  | 3,71  | 1     | =                    | 10.651  | 1,89    | 0       | =                    | 5.122   | 1,51      | 0         | =                    |           |
|             | Podemos     | 23.679    | 2,23%     | 0         | 6                    | 3.644  | 2.40% | 0     | 2                    | 7.384   | 2,18%   | 0       | 2                    | 12.651  | 2.25%     | 0         | 2                    |           |

### Complets

cartograma dels resultats electorals

| 60,02% | ' |

| 60,02% | ' |